# Dallazaur
Dallazaur (Dallasaurus) – rodzaj wymarłych jaszczurek morskich z rodziny mozazaurów (Mosasauridae); jego nazwa oznacza „jaszczur z Dallas” (Dallas, Stany Zjednoczone; gr. σαυρος sauros „jaszczurka”).
Gatunek typowy, Dallasaurus turneri, żył w okresie późnej kredy (środkowy turon, około 92 mln lat temu) na terenie obecnej Ameryki Północnej. Jego szczątki znaleziono w USA (w stanie Teksas, w okolicach Dallas).
Był to wczesny, nietypowy mozazaur. Miał jeszcze małe stopy i dłonie, pozwalające mu chodzić po lądzie. Analiza kladystyczna przeprowadzona przez Bella i Polcyna wykazała, że Dallasaurus jest bazalnym przedstawicielem Mosasaurinae i bez wątpienia należy do Mosasauridae – kilka cech budowy szkieletu łączy go również z bardziej pochodnymi formami Mosasaurinae.
Został opisany na podstawie 100 części (80%) szkieletu. Jest pierwszym wczesnym mozazaurem, którego szczątki znaleziono w Ameryce Północnej.